# Buzzonaglia
La buzzonaglia (o busonaglia) è una particolare conserva del tonno che fa uso del taglio meno pregiato del pesce, di norma confezionato sott'olio. È un prodotto tipico della Sicilia, della Sardegna e Liguria.
Il colore è rosso scuro, quasi marrone-nero. La buzzonaglia di tonno è costituita dalle parti di filetto a contatto con la lisca centrale che risultano molto scure perché abbondantemente irrorate di sangue e dalle parti più piccole e meno pregiate che non sono state usate per gli altri prodotti (ventresca, filetti, bottarga, mosciame, lattume, cuore, ecc.).  È venduta a un prezzo inferiore rispetto ai tagli più pregiati.

## Uso in cucina
Apprezzata per la sua morbidezza, viene anche usata per condire la pasta, a volte insieme a pomodorini secchi. Ha un sapore più intenso di quello del comune tonno sott'olio. Avendo quindi un sapore più acceso, la buzzonaglia, sotto forma di antipasto, viene spesso servita con i fagioli cannellini, la cipolla di Tropea, un po' di olio di oliva, un pizzico di sale.

## La buzzonaglia nella cultura di massa
In Sicilia orientale (soprattutto nella parte sud-orientale), si utilizza da decenni il detto "sta fitennu comu a buzzunagghia" (stai puzzando coma la buzzonaglia"), per dire a una persona che non solo è puzzolente, sporca e trasandata, ma anche che vale poco e nulla, considerato che la buzzonaglia è sostanzialmente ricavata dallo scarto del tonno.